# Hubert II. Culemborški
Hubert II. Culemborški, včasih omenjen tudi kot Hubert IV. Beusichemski (okoli 1310 – 21. julij 1347), je bil gospod Culemborški (ali Kuilenburga), Beusihemski, Schalkwijka, Everdingenski in dedni točaj knezoškofije Utrecht.

## Življenje
Bil je sin Janeza I. Culemborškega in Margarete iz Maurika. Očeta je nasledil kot gospod Culemborški leta 1322, tega leta je bil imenovan tudi za dednega točaja knezoškofije Utrecht. Kot vitez se omenja leta 1335. Hubert je bil bogat človek, deloma zaradi sreče in spretnosti, zato je Reinald III. Gelderski leta 1336 zaprosil, naj mu posodi 2000 funtov tournejskih, in mu zato zastavil svoj grad ter Horst. Leta 1341 se je Reinald III. ponovno obrnil nanj in zahteval približno 1.900 funtov za poplačilo dolga Wolterju Lokhorstskemu. Leta 1342 je škof Janez Arkelski poplačal dolg z 9.000 tournejskimi funti  in prevzel grad ter Horst.
Leta 1341 je kupil upravni dvor in sodišče Zijdervelda in Hagesteina. Hubert II. je podprl škofa Janeza Arkelskega v uporu proti Gunsterlingenom v Utrechtu leta 1346. Uspeli so jih pregnati iz mesta. Prisotna sta bila tudi Robert  Arkelski in Jakob Nyeveltski.
Hubert se je poročil z Juto Leško in tako pridobil gospostvo Lek, ki sta mu bila priključena fevda Munsterskega Wertha in Wertherbruch. Sam sebe imenuje "gospod Culemborški in Leški". Svoj  Zuylenski grb je dal razdeliti na četrtine s črnim levom Leških gospodov.
Hubert je umrl med bitko pri Hamontu 21. julija 1347. Pokopali so ga v Culemborgu 1. avgusta 1347. Hubertovi nasledniki se niso več imenovali Beusihemski (ali Bosihemski).

## Poroka in otroci
Poročil se je z Juto Leško, hčerko Petra Leškega; imela sta naslednje otroke:
- Janez II. Culemborški, naslednik
- Gerhard I. Culemborški, naslednik
- Petrus ali Peter Culemborški (13??-1388), gospod Boxmeerški, poročen z Jeno Meersko
- Matilda Culemborška (1335-1390), poročena z Zwederjem II. Montfoortskim